# Aloe dawei
Aloe dawei ist eine Pflanzenart der Gattung der Aloen in der Unterfamilie der Affodillgewächse (Asphodeloideae). Das Artepitheton dawei ehrt Morley Thomas Dawe (1880–1943),  britischer Förster und Kurator des Botanischen Gartens von Entebbe.

## Beschreibung

### Vegetative Merkmale
Aloe dawei wächst stammbildend und verzweigt. Die aufrechten oder niederliegenden Stämme erreichen eine Länge von bis zu 2 Meter und einen Durchmesser von 6 bis 8 Zentimeter. Sie sind mit den Resten toter Laubblätter besetzt. Die 16 bis 20 lanzettlichen, spitz zulaufenden Laubblätter bilden lockere Rosetten. Sie sind auf einer Länge von 30 Zentimeter unterhalb der Triebspitze ausdauernd. Die olivgrüne bis dunkelgrüne, gelegentlich rötlich überhauchte Blattspreite ist 40 bis 60 Zentimeter lang und 6 bis 9 Zentimeter breit. An Jungtrieben sind trübweiße Flecken vorhanden. Die stechenden, rötlich braunen Zähne am Blattrand sind 2 bis 4 Millimeter lang und stehen 10 bis 15 Millimeter voneinander entfernt. Der Blattsaft ist trocken gelb.

### Blütenstände und Blüten
Der Blütenstand besteht aus drei bis acht Zweigen und erreicht eine Länge von 60 bis 90 Zentimeter. Die ziemlich dichten, breit zylindrisch-konischen Trauben sind 8 bis 20 Zentimeter lang und 8 Zentimeter breit. Die eiförmig-spitzen Brakteen weisen eine Länge von 3 bis 4 Millimeter auf und sind 3 bis 5 Millimeter breit. Die scharlachroten Blüten sind an ihrer Mündung heller und stehen an 10 bis 15 Millimeter langen Blütenstielen. Die Blüten sind 33 bis 35 Millimeter lang und an ihrer Basis kurz verschmälert. Auf Höhe des Fruchtknotens weisen die Blüten einen Durchmesser von 8 Millimeter auf. Darüber sind sie sehr leicht verengt. Ihre äußeren Perigonblätter sind auf einer Länge von 11 bis 12 Millimetern nicht miteinander verwachsen. Die Staubblätter und der Griffel ragen etwa 4 Millimeter aus der Blüte heraus.

### Genetik
Die Chromosomenzahl beträgt {\displaystyle 2n=14}.

## Systematik und Verbreitung
Aloe dawei ist in Kenia, Ruanda, Uganda und Zaire auf Grasland und in Dickichten in Höhen von 800 bis 1525 Metern verbreitet.
Die Erstbeschreibung durch Alwin Berger wurde 1906 veröffentlicht. Synonyme sind Aloe beniensis De Wild. (1921) und Aloe pole-evansii Christian (1940).

## Nachweise